# جمتوزومب اوزوگامیسین
جمتوزومب اوزوگامیسین (انگلیسی: Gemtuzumab ozogamicin) نوعی پادتن تک‌تیره است که به یک داروی سلول‌کش دیگر متصل است و از سال ۲۰۰۰ تا ۲۰۱۰ میلادی برای درمان لوسمی حاد مغز استخوان بکار می‌رفت. در ماه ژوئن ۲۰۱۰ میلادی، بدنبال نتایج منتشرشده از یک کارآزمایی بالینی که نشان داد مصرف آن باعث افزایش خطر مرگ می‌شود و هیچ برتری‌ای نیز به درمان‌های سنتی شیمی‌درمانی ندارد، جمتوزومب اوزوگامیسین از بازار دارویی جمع‌آوری شد. این دارو مجدداً از سال ۲۰۱۷ میلادی، واردِ بازار دارویی ایالات متحده آمریکا شده‌است.

## مکانیسم اثر
جمتوزومب یک پادتن تک‌تیره علیه CD33 است که به یک داروی سلول‌کش متصل شده‌است. CD33 در بسیاری از سلول‌های بلاست سرطانی و همچنین سلول‌های خونی طبیعی بیان می‌شود.

## عوارض جانبی
عوارض شایع این دارو شامل تب، لرز، تهوع، استفراغ است. عوارض جانبی جدی آن نیز شامل نارسایی مغز استخوان شدید (در ۹۸٪ بیماران)، اختلال در دستگاه تنفس، سندرم لیز تومور، واکنش افزایش حساسیت نوع ۳، انسداد وریدی و مرگ است.